# Stargate: The Ark of Truth – Die Quelle der Wahrheit
Stargate: The Ark of Truth – Die Quelle der Wahrheit (2008) ist ein US-amerikanischer Science-Fiction-Film von Robert C. Cooper. Er ist die Fortsetzung der Serie Stargate – Kommando SG-1. Der Film spielt direkt im Anschluss an die letzte Folge der Serie und schließt deren Handlungsbogen, den Kampf gegen die Ori, ab. Der Film wurde in Deutschland am 2. Mai 2008 veröffentlicht.
The Ark of Truth ist der erste von bisher zwei DVD-Film-Ablegern des Stargate-Universums. Bei entsprechendem kommerziellen Erfolg sollen weitere Filme folgen. Das Budget des Filmes betrug sieben Millionen US-Dollar.

## Handlung
Im Prolog sieht man ein abgelegenes Dorf, Millionen Jahre in der Vergangenheit, in der Heimatgalaxie der Ori. Dort diskutieren mehrere Alteraner über den Gebrauch einer Waffe.
Danach findet SG-1 auf dem zerstörten Dakara in der Gegenwart gerade eine Lade, als sie von den Ori angegriffen werden. Die Lade soll dazu in der Lage sein, jeden Anhänger der Ori davon zu überzeugen, dass diese falsche Götter sind. Später stellt sich heraus, dass es nicht die echte Lade ist. Nach einem kurzen Feuergefecht legen sie ihre Waffen auf Geheiß Tomins, des Anführers der Ori-Soldaten, nieder. Entgegen Tomins Versprechen befiehlt der eintreffende Prior, SG-1 zu töten. Doch der Prior ist aufgrund der Antipriorwaffe, die das SG-1-Team dabei hat, machtlos. Als sich Tomin widersetzt, wird der Prior von Mitchell getötet.
Zurück auf der Erde, schließt sich Tomin den Menschen an. James Marrick von der IOA-Aufsicht besteht darauf, Tomin persönlich zu verhören, worüber Mitchell seinen Unmut ausdrückt. Als Daniel Jackson und Vala Mal Doran Tomin auf den Stand der Dinge bringen, erwähnt dieser den Ort Ortus Mallum, der laut den Ori der Geburtsort alles Bösen sein soll. Aufgrund dieser Beschreibung der Ori vermutet das Team, dass sich dort eine mächtige Waffe befindet, mit der man die Ori bekämpfen könnte.
Wieder in der Vergangenheit, sieht man die Flucht der Alteraner und die Zerstörung des Ortus Mallum.
Sie entschlossen sich aufgrund ihrer Denkweise dazu, die Lade nicht zu benutzen.
In der Gegenwart erläutert Samantha Carter gerade einen Plan zur Zerstörung des Supertors, als Daniel Jackson hereinkommt und sagt, dass sich die Lade noch in der Ori-Galaxie befindet. Als die Mission genehmigt wird, fliegt SG-1 mit dem Raumschiff USS Odyssey zum Supertor und von dort in die Ori-Galaxie.
Dort angekommen, werden sie von einem Anhänger des Widerstands gegen die Ori zu dem Planeten geführt, auf dem Celestis (die Hauptstadt der Ori) liegt. Während SG-1 auf der Oberfläche des Planeten nach Hinweisen auf die Lade sucht, verschafft sich Marrick Zugang zum Asgardkern der Odyssey und aktiviert ihn. Während sich Mitchell und Carter auf der Odyssey zu Marrick begeben, suchen Teal'c, Daniel, Vala und Tomin weiter nach der Lade.
Auf der Odyssey bricht derweil ein von Marrick erschaffener Replikator aus. Der Plan des IOA war es, die Orischiffe mit Replikatoren zu infizieren. Marrick wird in einer Zelle des Schiffs eingesperrt. Das Team der Odyssey fängt an, das Schiff nach dem Replikator zu durchsuchen und Carter versucht, den Befehl zur Selbstzerstörung der Replikatoren zu finden. Der Versuch, Daniel, Vala, Teal'c und Tomin aufs Schiff zu beamen, schlägt fehl, weil der Replikator schon die Kontrolle über den Schiffscomputer übernommen hat. Sie suchen daraufhin weiter nach der Lade.
Die Erde wird währenddessen von einem Prior besucht, welcher sie zur Aufgabe bewegen will.
Als Daniel und die Anderen die Lade entdecken, wird die Odyssey von vier Ori-Mutterschiffen umstellt. Die Odyssey springt in den Hyperraum um den Schiffen zu entgehen und lässt die vier auf dem Planeten zurück. Diese werden danach von Ori-Truppen angegriffen und Teal'c wird verwundet.
Marrick wird in seiner Zelle von Replikatoren angegriffen und auf dem Planeten wacht Teal'c alleine in der Dunkelheit auf. Er beginnt, alleine nach Celestis zu laufen, wo Tomin, Vala und Daniel von den Prioren gefangen gehalten werden.
Auf dem Schiff entdeckt unterdessen Mitchell die Königin der Replikatoren. Er platziert eine Sprengladung, bevor er von Marrick entdeckt wird, der inzwischen von einem Replikator kontrolliert wird, der sich mit seinem Körper verbunden hat. Carter sucht weiter nach dem Abschaltcode, während die Replikatoren einen Angriff auf den Asgardkern starten.
In Celestis trifft in der Zwischenzeit Vala auf ihre ehemalige Tochter Adria, die die Rolle der Ori übernommen hat, nachdem sie aufgestiegen war. Vor den Toren von Celestis bricht Teal'c zusammen, wird aber von einer aufgestiegenen Antikerin geheilt. In dem Moment bricht Adria ihre Unterhaltung mit Vala ab und verschwindet. Marrick und Mitchell kämpfen unterdessen auf der Odyssey weiter.
Als auf der Erde die Nachricht von sieben Orimutterschiffen, die sich ihr nähern, eintrifft, fällt die Odyssey in der Ori-Galaxie gerade aus dem Hyperraum, da die Replikatoren die Kontrolle wiedererlangt haben. Sofort tauchen auch wieder Orischiffe auf, die auf die Odyssey feuern. Mitchell gelingt es, die Verbindung zwischen Marrick und dem Replikator kurzzeitig zu trennen. Marrick verrät ihm, dass der Code zu Zerstörung der Replikatoren auf der Rückseite des Kristalls steht, den er zu ihrer Erschaffung benutzte.
In Celestis offenbart sich derweil Merlin aus Daniels Visionen ihm als Morgan Le Fay, eine Antikerin, die ihm schon einmal geholfen hat.
Sie erklärt ihm, dass nur ein Prior in das Licht der Lade blicken müsse, damit die anderen über Subraumverbindungen in ihren Stäben dasselbe sehen. Dann taucht Teal'c auf, der geheilt in die Festung eindringen konnte, und befreit Daniel, während Vala Tomin befreit. Daniel und Teal'c kommen zu ihnen und sie machen sich auf den Weg zur Lade.
Auf der Odyssey zündet Mitchell währenddessen die Sprengladung, wobei Marricks Körper verbrennt und nur sein metallenes Replikatorskelett übrig bleibt. Dieser menschenähnliche Replikator greift Mitchell an. In letzter Sekunde gelingt es Carter, die Replikatoren abzuschalten, bevor sie Mitchell töten und die Verteidigungsstellungen des Kerns überrennen konnten.
In Celestis taucht Adria wieder bei Vala, Teal'c, Tomin und Daniel auf, die gerade versuchen, die Kombination zur Aktivierung der Lade herauszufinden. Vala lenkt Adria einen Moment lang ab und Daniel schafft es, die richtige Kombination einzugeben. Teal'c öffnet durch einen gezielten Schuss auf den Tisch die Lade und der Doci, der Anführer der Priore, blickt in sie hinein. Dadurch erkennt er die wahre Natur der Ori.
Als Adria alle Anwesenden töten will, taucht Morgan Le Fay wieder auf und greift Adria an. Beide verschwinden daraufhin.
Kurz vor der Zerstörung der Odyssey hören die Orischiffe auf zu feuern, da alle Priore in der Ori-Galaxie nun die Wahrheit kennen, was die Odyssey vor der Zerstörung bewahrt.
Zurück auf der Erde wird die Lade vor dem Prior geöffnet, der dort gefangen gehalten wurde. Daraufhin erkennen auch alle Priore in der Milchstraße die Wahrheit über die Ori, da zwischen ihnen eine Verbindung besteht.
Im Epilog treffen sich Mitchell und Carter auf der Krankenstation; Carter sagt ihm, dass sich das IOA bei ihm entschuldigen will, sobald er wieder gesund ist. Vala teilt Tomin, der jetzt der Anführer eines der vormals von den Ori beherrschten Völker ist, mit, dass sie bei den Menschen bleiben wird. Daniel beschwert sich bei General Landry darüber, dass die Lade in Area 51 untersucht wird. Als Letztes sieht man, wie sich das SG-1-Team wieder voll genesen trifft, um einen neuen Planeten zu erkunden.